# Bruno Oskar Klein
Bruno Oskar Klein (in den Vereinigten Staaten Bruno Oscar Klein, * 6. Juni 1858 in Osnabrück; † 22. Juni 1911 in New York) war ein US-amerikanischer Organist, Pianist, Komponist und Musikpädagoge deutscher Herkunft.

## Leben und Werk
Bruno Oskar Klein war Schüler seines Vaters, des Musikdirektors Karl Klein, Organist am Osnabrücker Dom. Er studierte dann an der Münchner Königlichen Musikschule. 1878 siedelte er in die Vereinigten Staaten über. 1883 ließ er sich New York nieder. Von 1884 bis 1894 wirkte er dort als Organist an St. Francis Xavier. Von 1887 bis 1892 wirkte er als Kompositionslehrer am National Conservatory of Music of America. 1904 bis 1911 war er Organist an St. Ignatius in New York.
Bruno Oskar Klein schrieb als Komponist Orchesterstücke, Kammermusik, Klavierstücke, sechs Messen, zahlreiche Motetten, Gesänge und Lieder. Sein Oper Kenilworth wurde 1895 in Hamburg aufgeführt.
Sein Sohn Karl Oscar Klein (1884–1960; Schüler von E. Bögner in New York, Arno Hilf in Leipzig, Eugène Ysaÿe in Brüssel und August Wilhelmj in London) wirkte als klassischer Violinist.